# Natalogryllus
Natalogryllus är ett släkte av insekter. Natalogryllus ingår i familjen syrsor.
Kladogram enligt Catalogue of Life:
| Natalogryllus | \| \| Natalogryllus escourtensis \| \| \| \| \| \| Natalogryllus eshowensis \| \| \| \| \| \| Natalogryllus trichardti \| \| \| \| |
|               | \| \| Natalogryllus escourtensis \| \| \| \| \| \| Natalogryllus eshowensis \| \| \| \| \| \| Natalogryllus trichardti \| \| \| \| |
|               | Natalogryllus escourtensis |
|               | |
|               | Natalogryllus eshowensis |
|               | |
|               | Natalogryllus trichardti |
|               | |